# Válter Apolinário da Silva
Válter Apolinário da Silva, detto Valtinho (Rio Claro, 31 gennaio 1977), è un ex cestista brasiliano.

## Carriera
Con il Brasile ha disputato due edizioni dei Campionati americani (2003, 2007).